# St. Martin (Wutschdorf)

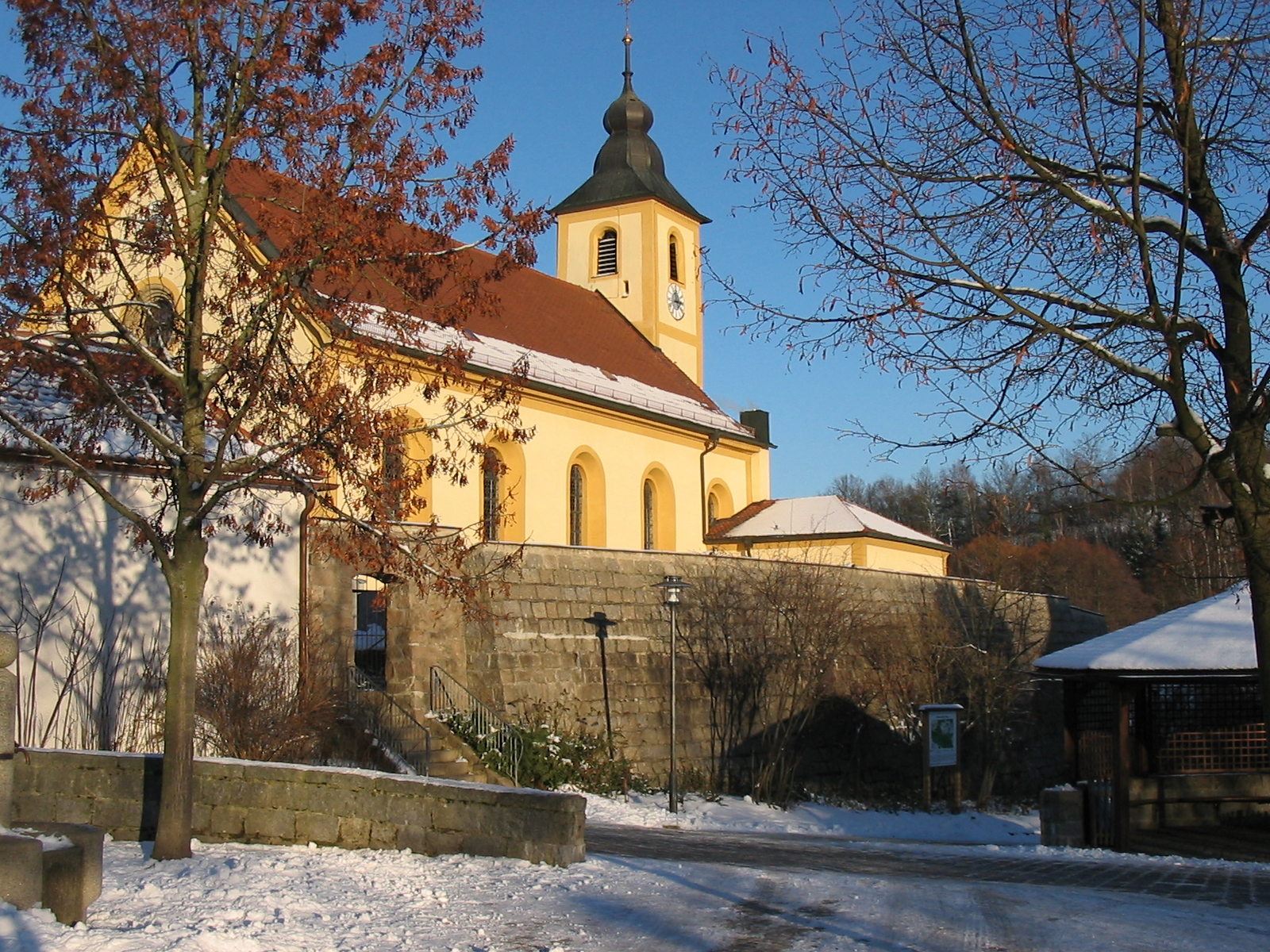
St. Martin (Wutschdorf)

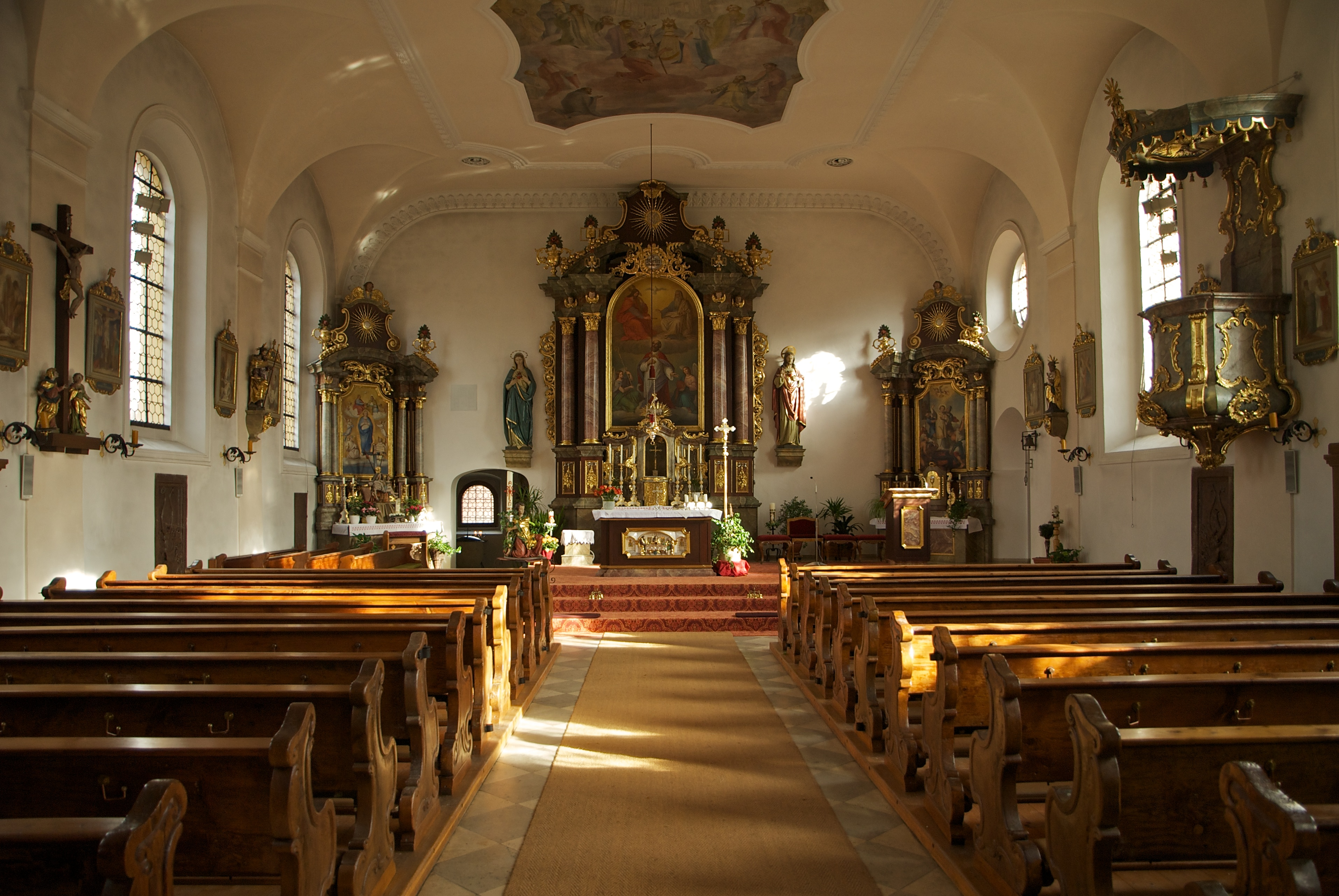
Innenansicht

Die römisch-katholische, denkmalgeschützte Pfarrkirche St. Martin steht in Wutschdorf, einem Gemeindeteil der Gemeinde Freudenberg im Landkreis Amberg-Sulzbach in der Oberpfalz. Die Kirche gehört zum Bistum Regensburg. Das Bauwerk ist unter der Denkmalnummer D-3-71-122-41 als Baudenkmal in die Bayerische Denkmalliste eingetragen.

## Beschreibung
Die Saalkirche besteht aus einem Langhaus, das mit einem Satteldach bedeckt ist und einem Kirchturm im Osten, dessen untere Geschosse im Kern romanisch sind, und der mit einer mehrfach geschweiften Haube bedeckt ist. Er wird von Anbauten unter Pultdächern flankiert.
Der Innenraum des Langhauses, der mit einer Flachdecke mit seitlichen Vouten überspannt ist, hat keinen ausgeprägten Chor. Zur Kirchenausstattung gehört ein um 1700 gebauter Hochaltar mit einem nazarenischen Altarretabel. 